# エイプリルフールズ
『エイプリルフールズ』は、2015年4月1日より公開された日本映画。エイプリルフールにあたる4月1日の東京を舞台に、登場人物27人がついた嘘が大騒動を引き起こす物語を描いたエンタテインメント作品。主演は戸田恵梨香、相手役に松坂桃李。
フジテレビドラマ『リーガル・ハイ』を手がけた脚本家・古沢良太によるオリジナル脚本の映画化作品となり（古沢のオリジナル作品による劇場映画は『キサラギ』以来となる）、構想に7年の歳月をかけて作られた。同じく『リーガル・ハイ』の演出を務めた石川淳一が映画初監督を務める。そのほか、スタッフやキャストにも同作の出演者や製作陣が多数含まれる。また、劇中にて『リーガル・ハイ』のクロスオーバーを示唆するシーンが一部存在する。
公開日をエイプリルフール当日である4月1日に合わせた結果、東宝映画としては稀である水曜日の封切となった。
主演の戸田と相手役の松坂は、のち2020年に結婚し、実生活で夫婦となった。

## あらすじ
時は、2015年4月1日エイプリルフール。この日、街は朝から様々な嘘で満ち溢れていた。何気なくついた嘘がウソを呼び、あちらこちらで大騒動が勃発。複数のエピソードが同時に進行し、バラバラに起こった事件と全ての登場人物がそれぞれ複雑に絡み合う。そして、エイプリルフールの1日の終わりに、小さな小さな7つの嘘が最高の奇跡を起こす。

## 登場人物
新田 あゆみ（にった あゆみ）
演 - 戸田恵梨香
対人恐怖症の清掃員であり妊婦。一夜限りの関係で牧野に妊娠したことを伝えるが、エイプリルフールの悪い冗談だと思われて取り合ってもらえず、牧野のいるレストランに乗り込んで半狂乱になりながら立てこもる。
牧野 亘（まきの わたる）
演 - 松坂桃李
虚言癖でセックス依存症の天才外科医。あゆみと一夜限りの関係を結ぶが、エイプリルフールということもあり妊娠を告げる彼女の言葉に耳を貸さず、麗子のいるイタリアンレストランへ向かう。実は医者ではない。
接客係
演 - ユースケ・サンタマリア
命懸けの接客係。生真面目な性格でイタリアンレストラン・フロアを取り仕切る。あゆみが事件を起こし、占領した際には、あゆみを刺激しないように客をなだめた。
オーナーシェフ
演 - 小澤征悦
ホラ吹きオーナーシェフ。イタリアンレストランのオーナーシェフ。拳銃の知識はあるが、少し間違えているところがある。客としてよく来る牧野とは顔馴染みであり、女癖の悪さも知っていた。
麗子（れいこ）
演 - 菜々緒
美貌のキャビンアテンダント。牧野とイタリアンレストランでデートの待ち合わせをしている。派手な外見に反して正義感が強く、悪いと思ったものには気性を激しくする一面がある。
ある夫
演 - 戸次重幸
立てこもり事件に巻き込まれた夫。イタリアンレストランの客。食事後に夫婦で次の用事があるため急いでいる。
ある妻
演 - 宍戸美和公
立てこもり事件に巻き込まれた妻。イタリアンレストランの客。巻き込まれた他の人質たちと共に不安な時を過ごす。
謎の紳士
演 - 大和田伸也
謎の髭の紳士。イタリアンレストランの客。あゆみを取り押さえようとしたが、足を撃たれる。
宇田川 勇司（うたがわ ゆうじ）
演 - 寺島進
昔気質のヤクザで不器用な誘拐犯。学校帰りの江藤理香を誘拐する。実は理香の実父。
舎弟
演 - 高橋努
従順な舎弟。宇田川の舎弟で宇田川を慕っている。要領が悪くいつも宇田川から鉄拳制裁を受けている。
江藤 理香（えとう りか）
演 - 浜辺美波
ワケあり小学生。宇田川たちに誘拐される。テストの成績が極めて悪く、手癖も悪いが注意しない親に不満を感じている。
江藤 絵里子（えとう えりこ）
演 - 山口紗弥加
理香の母親。娘が誘拐されたことに最初は困惑するが、誘拐した相手が理香の実父である宇田川だとわかって呆れており、良くも悪くも娘が誘拐されたことを危険視していない。
運転手
演 - 滝藤賢一
お人好しなリムジンの運転手。やんごとなき身分の櫻小路夫妻に平身低頭な態度でいくつかの場所を案内する。江藤絵里子の再婚相手で、理香の父親。
暴力団幹部
演 - 千葉真一
強面暴力団幹部。手下である組の構成員たちの付き添いのもとゴルフ練習場でショットの練習をする。
小野刑事（おのけいじ）
演 - 高嶋政伸
過去に囚われた刑事。老婆を詐欺容疑で逮捕する。イタリアンレストランのオーナーシェフとは友人だが、彼の毎年のエイプリルフールネタに鬱陶しく思っており、携帯電話を通してあゆみが起こした立てこもり事件の救援を求められても嘘だと思い込んで一方的に電話を切った。
老婆
演 - りりィ
うさんくさい除霊師の占い老婆。小野刑事に詐欺容疑で逮捕されて警察署で取り調べを受ける。
救急隊員の男
演 - 岡田将生
不運続きの救急隊員。除霊師の占い老婆に運勢を見てもらい、邪気を祓ってもらおうとする。
大島 達宏（おおしま たつひろ）
演 - 生瀬勝久
11歳の時、父親と漁に出て遭難し行方不明になっていた男。インドネシアで発見され、42年ぶりに帰国する。
安田 好恵（やすだ よしえ）
演 - 千葉雅子
大島の幼馴染。大島の捜索活動を懸命に行っていた。生還した彼と涙の再会を果たす。
パンクの女
演 - 小池栄子
車をパンクさせられた女性。仕事へ向かうために車を運転していた途中、突然タイヤがパンクして予定が狂い困る。
松田（まつだ）
演 - 窪田正孝
梅田の親友で同じ大学に通う。2人でハンバーガー店に入るが運悪く騒動に巻き込まれてしまう。梅田からある事実を告白される。
梅田（うめだ）
演 - 矢野聖人
松田の親友。いつも2人でつるんでいる。ずっと抱えていた思いを松田にカミングアウトするが、それを超える真実が彼から告げられる。
野沢 遥人（のざわ はると）
演 - 浦上晟周
自分を宇宙人だと思っている登校拒否の中学生。吹奏楽部に所属。マンションの屋上から宇宙船を呼ぼうとする。
アルバイト女子
演 - 木南晴夏
ハンバーガー店で働くポップなバイト女子。ドジっ子。櫻小路夫妻に商品を運ぶ。
ハンバーガー店マスター
演 - 古田新太
気性の激しい店長。常連客の（櫻小路夫妻の）運転手とは顔なじみ。櫻小路夫妻の来店に緊張して右往左往する。
櫻小路 佑麻呂（さくらこうじ すけまろ）
演 - 里見浩太朗
ロイヤル紳士。やんごとなき身分の男性。文子の夫。庶民的な買い物と食事をしに、運転手の案内で様々な場所を夫婦で訪れる。
櫻小路 文子（さくらこうじ ふみこ）
演 - 富司純子
ロイヤル婦人。やんごとなき身分の女性。佑麻呂の妻。落ち着いた品のある佇まいに大らかな性格で謙虚さを持つ。
牧野とベッドを共にした女
演 - 浅見れいな
冒頭のシーンで牧野とベッドを共にし、「（銀行で金を）下ろしてくるのを忘れた」という彼にいくらかのお札を渡す。
絵里子の息子
演 - 中野遥斗
幼稚園児ぐらいの男の子。理香の弟。理香が誘拐事件に遭い、姉が帰らないことを不安に思い絵里子に尋ねる。
医者
演 - 宇納佑
文子が体調を悪くした時に診察した医者。
いじめっ子
演 - 江口祐貴
遥人と同じ中学に通う生徒。仲間とともに遥人をからかったりいじめている。
病院に訪れる若い女たち
演 - 足を捻挫した女（今野杏南）、耳に違和感を感じる女（おのののか）、赤ん坊連れの女（手島優）
3人は無関係で、それぞれ別の時に病院に訪れて医師のフリをした牧野と出会う。
吉田（よしだ）
演 - 小野花梨
遥人と同じ中学に通う女子生徒。遥人から好意を寄せられている。遥人と同じく吹奏楽部に所属し、クラリネットを担当。
番組司会者
演 - 三宅正治（フジテレビアナウンサー）、生野陽子（フジテレビアナウンサー）、加藤綾子（フジテレビアナウンサー）
作中の朝のテレビ番組『おめざめテレビ』で、行方不明だった達宏がインドネシアで発見され、幼なじみの好恵と42年ぶりに再会したというニュースを伝える。
その他
金子海音、相馬眞太、田中茉莉香

## スタッフ
- 監督：石川淳一
- 脚本：古沢良太
- 企画・プロデュース：成河広明
- プロデューサー：梶本圭、稲田秀樹
- ラインプロデューサー：森太郎
- 音楽：林ゆうき
- 撮影：大石弘宣
- 照明：藤本潤一
- 録音：芦原邦雄
- 美術：柳川和央
- 映像：高垣知加士
- 編集：河村信二
- VFXスーパーバイザー：西尾健太郎
- 選曲：大森力也
- 音響効果：猪俣奉史
- 助監督：渡部篤史
- 配給：東宝
- 製作：フジテレビジョン
- 制作プロダクション：共同テレビジョン

## 封切り
2015年4月1日に全国215スクリーンで公開され、初日に興収7663万3600円、動員7万1238人を記録した。2015年4月4、5日の2日間で興収1億6,038万5,200、動員11万6,407人になり、映画観客動員ランキング（興行通信社調べ）で初登場第3位となった。

## テレビ放送
- 2016年4月1日にフジテレビ系列の『金曜プレミアム』で地上波初放送（21:30 - 23:52[7]、文字多重放送 / データ放送）
- 2017年10月21日にフジテレビ系列の『土曜プレミアム』で2度目の放送。
- 2019年5月4日にフジテレビ系列の『土曜プレミアム』で3度目（『土曜プレミアム』としては2度目）の放送[8]。